# Вольваріелла
Вольваріелла (Volvariella) — рід базидіомікотових грибів родини плютеєві (Pluteaceae).

## Поширення та екологія
Сапрофіти, мешкають на деревині, підстилці, перегнійному ґрунті, деякі - на старих, що розкладаються, плодових тілах інших грибів. Зустрічаються і на живих деревах, але небезпечними паразитами не є. Зустрічаються в лісах, парках та інших посадках, на луках, полях.
Поширені на всіх континентах, крім Антарктиди, дуже рідкісні в Арктиці і в альпійських поясах.

## Спорідненість
Багато джерел вважають вольваріеллу частиною родини плютеєві, однак недавні ДНК-дослідження відкрили, що плютей та вольваріелла еволюціонували окремо і мають дуже різні ДНК. Ці дослідження показують, що  вольваріелла є сильно пов’язаною з схізофільними грибами, такими як розщепка звичайна.

## Види
- Вольваріелла шовковиста (Volvariella bombycina)
- Volvariella caesiotincta
- Вольваріелла гарна (Volvariella gloiocephala)
- Volvariella hypopithys
- Volvariella indica
- Volvariella iranica
- Volvariella jamaicensis
- Volvariella lepiotospora
- Volvariella peckii
- Volvariella sathei
- Volvariella speciosa
- Volvariella surrecta
- Солом'яний гриб (Volvariella volvacea)